# 蒲坂郑氏宗祠
蒲坂郑氏宗祠，位于中国福建省莆田市荔城区新度镇蒲坂村，北宋始建，明嘉靖五年（1526年）重建。由下厅、天井、厢廊、上厅组成。两厅均为悬山顶，面阔三间，抬梁、穿斗式木构架，用材较大，石柱础及驼墩、枋桁等木构件刻制精细。祠内藏有古代印书雕版、祖先肖像画、墓志等文物。2005年5月11日公布为第六批福建省文物保护单位。